# Marburg
Marburg er en by i den tyske delstat Hessen og har knap 90.000 indbyggere (2004). Den ligger ved floden Lahn og er kendt for Elisabeth Kirken – efter Den hellige Elisabeth – og sit Philipps Universität,opkaldt efter Philip 1. af Hessen. Det er det ældste protestantiske universitet, der stadig eksisterer.

## Uddannelse og forskning
Byen er præget af universitetet og dets ca 17.500 studerende og 7.500 ansatte. Desuden findes Max-Planck-Instituttet og flere farmaceutiske virksomheder i byen.

## Historie
- 1138/39 nævnes Marburg for første gang som Marcburg og tilhørte da landgrevskabet Thüringen.
- 1222 fik Marburg sine byrettigheder og seks år senere grundlagdes franciskanerklostret af Elisabeth af Thüringen. Hun døde 1231 og blev kanoniseret tre år senere. Den hellige Elisabeth eller Elisabeth af Ungarn (født 1207 i Sárospatak, Ungarn, død 17. november 1231 i Marburg) er en af middelalderens mest afholdte helgener i Tyskland og Ungarn. På grund af dette begyndte den Tyske orden at bygge Elisabeth-kirken, som blev en af verdens største og mest berømte kirker i gotisk stil.
- 1248 grundlagdes landet Hessen under medvirken af Sophie von Brabant, en datter Den hellige Elisabeth.
- 1527 grundlagde landgreve Philipp 1. af Hessen det første protestantiske universitet.
- 1529 holdt Martin Luther og Huldrych Zwingli deres religionssamtaler i Marburg. (Se afsnit fra artiklen om Luther: "Bruddet med Zwingli (1529)")
- 1604 tilfaldt byen Hessen-Kassel, da Hessen-Marburg ophørte med at eksistere, og landet blev delt. Marburg mistede derved også sin status som residensby.
- Under Trediveårskrigen blev byen belejret og plyndret i 1647.
- 1807–1813 blev Marburg en del af kongeriget Westfalen som følge af Napoleons indflydelse i Rhinforbundet
- 1866 blev Marburg preussisk, da Kurhessen blev indlemmet i Kongeriget Preussen.
- 1901 fik Emil von Behring den først nobelpris i medicin og grundlagde tre år senere Behring-Werke i Marburg.

## Kendte personer
- Elisabeth af Thüringen, Den hellige Elisabeth[1]
- Emil von Behring
- Hans-Georg Gadamer
- Rudolf Karl Bultmann
- Gustav Heinemann
- Rudolf Hermann Arndt Kohlrausch
- Rose Nabinger